# Polytechnische Gesellschaft

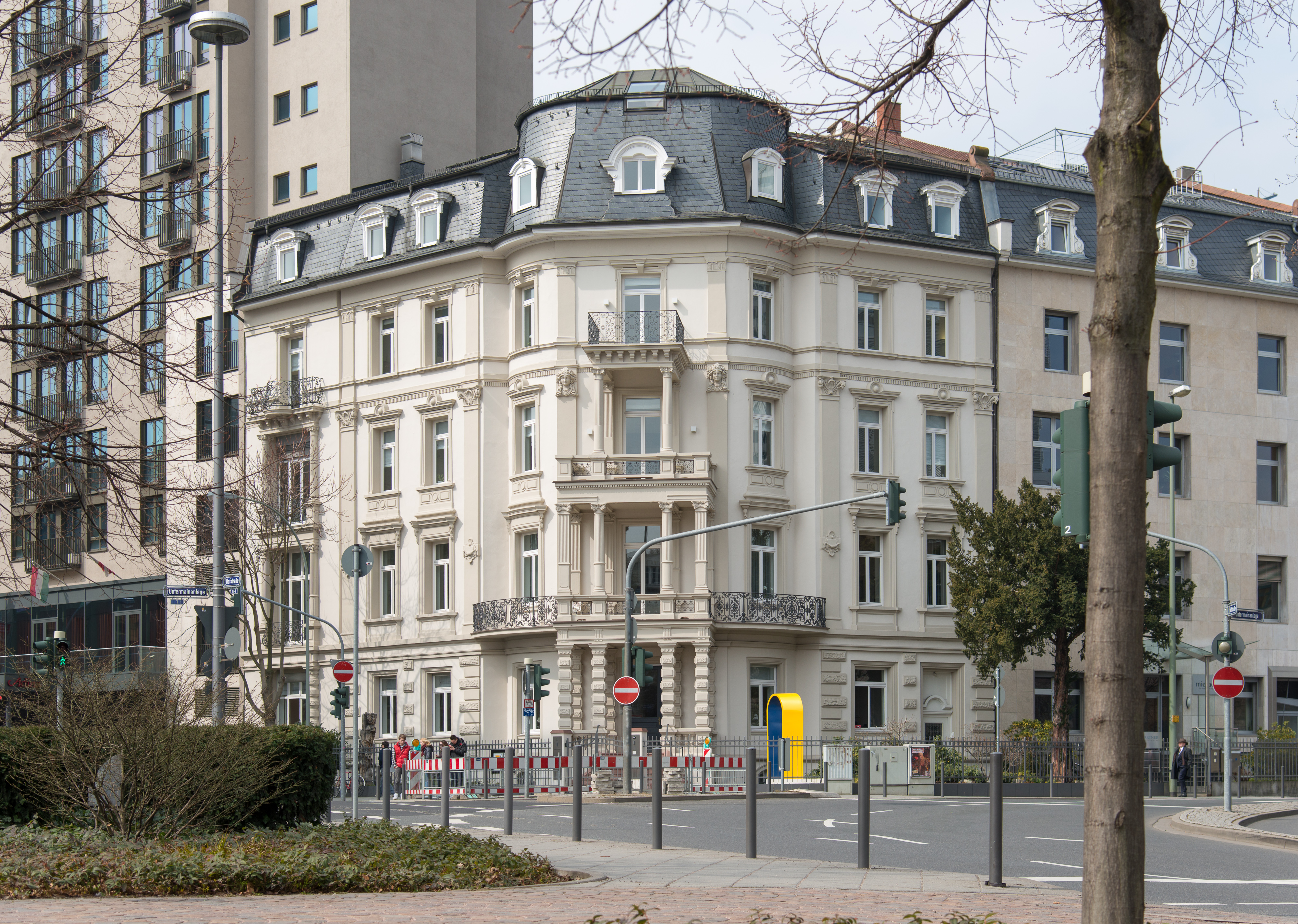
Sitz der Gesellschaft in der Untermainanlage in Frankfurt am Main

Die Polytechnische Gesellschaft Frankfurt am Main ist ein eingetragener Verein mit dem Zweck, Bildung zu fördern, Innovation anzuregen und Not zu lindern. Sie zählt rund 320 Mitglieder.

## Geschichte
Der Verein wurde am 24. November 1816 gegründet. Die 33 Gründer, darunter Simon Moritz von Bethmann und Adolph Diesterweg, folgten einem Aufruf, „fortschrittliche Ideen auf technischem, wirtschaftlichem, sozialem und kulturellem Gebiet zu fördern“. Erster Präsident wurde Johann Heinrich Moritz von Poppe, Professor am Städtischen Gymnasium.
Als „Frankfurtische Gesellschaft zur Beförderung der nützlichen Künste und der sie veredelnden Wissenschaften“ setzte sie sich für die Förderung von Kultur und Bildung, aber auch für zahlreiche soziale Initiativen ein. Ehrenmitglieder des Vereins waren u. a. Johann Wolfgang von Goethe, Heinrich Friedrich Karl Freiherr vom Stein, Justus von Liebig und Friedrich Wöhler, dessen Vater August Anton Wöhler von 1820 bis 1850 Präsident der Gesellschaft war. Der Gründungsrektor der 1914 gegründeten Frankfurter Universität, Richard Wachsmuth, hatte gemäß seinem Sohn seinen Vorsitz der Polytechnischen Gesellschaft nach Satzungsänderungen durch die Nationalsozialisten niedergelegt.
1822 gründete die Polytechnische Gesellschaft die Frankfurter Sparkasse von 1822, um Geringverdienern und Handwerkern die Möglichkeit zu geben, ihre Ersparnisse sicher anzulegen. 2005 verkaufte die Polytechnische Gesellschaft ihre Anteile an der Frankfurter Sparkasse an die Landesbank Hessen-Thüringen und brachte die Erlöse in die Stiftung Polytechnische Gesellschaft ein.

## Tochterinstitute
- Stiftung Blindenanstalt, heute Frankfurter Stiftung für Blinde und Sehbehinderte, gegründet 1837, um blinden und sehbehinderten Menschen die aktive Beteiligung am gesellschaftlichen Leben zu ermöglichen.[4]
- Wöhler-Stiftung, benannt nach August Anton Wöhler, gegründet 1846 „zur Ausbildung junger Leute für den Gewerbe- und Handelsstand“ als eine Vorläuferorganisation der heutigen Berufsschulen. Nach dem Verlust des Stiftungskapitals durch den Zweiten Weltkrieg erneuerte die Frankfurter Sparkasse durch eine Spende die Stiftung, die seitdem Stipendien für herausragende Forschungsarbeiten vergibt, die dem Umfeld des historischen Wirken Wöhlers oder der Polytechnischen Gesellschaft und ihren Töchtern gewidmet sind.
- Mitteldeutsche Kunstgewerbeverein in Frankfurt e. V., gegründet 1877. Er eröffnete 1881 das Kunstgewerbemuseum in der Neuen Mainzer Straße. 1921 übernahm die Stadt die Einrichtung, nachdem der Verein sein Vermögen durch Inflation verloren hatte. Das Museum wurde 1936 in Museum für Kunsthandwerk umbenannt, seit 2013 führt es den Namen Museum Angewandte Kunst. Der Kunstgewerbeverein wurde nach der Währungsreform als Förderverein des Museums wiedergegründet.[5]
- Institut für Bienenkunde in Oberursel, gegründet 1937, heute angegliedert an den Fachbereich Biowissenschaften der Johann Wolfgang Goethe-Universität Frankfurt am Main.[6]
- Kuratorium Kulturelles Frankfurt e. V., gegründet 1957 zur Förderung des kulturellen Lebens in Frankfurt. Er hat die Ziele, Dokumentationen Frankfurter Kulturgüter zu ermöglichen, die Beziehung der Bürger zur kulturellen Tradition ihrer Stadt zu pflegen, die kulturellen Institutionen Frankfurts zu unterstützen sowie Künstler und Kunstausstellungen zu fördern.[7]
- Verein zur Pflege der Kammermusik und zur Förderung junger Musiker e. V., gegründet 1959. Er organisiert eine Konzertreihe in Frankfurt am Main und vergibt Stipendien an junge Musiker.
- Stiftung Polytechnische Gesellschaft, 2005 aus dem Verkaufserlös der Frankfurter Sparkasse gegründet. Zweck der Stiftung ist die Förderung der Stadtgesellschaft auf den Gebieten Familienbildung und Prävention, Sprachbildung, kulturelle Bildung, Hinführung zu Naturwissenschaft und Technik sowie Bürgerengagement.

## Ehrungen und Auszeichnungen
- 2016 Deutscher Stifterpreis vom Bundesverband Deutscher Stiftungen.